# Османов, Магомед-Эфенди
 Магомед-Эфенди (Мухаммед) Османов  (1840—1904) — преподаватель татарского языка в Санкт-Петербургском университете, писатель и поэт, кумыкский фольклорист.

## Биография
Родился в кумыкской деревне Аксай, (ныне Хасавюртовский район Дагестана), в семье помещика, по разным источникам: в 1837 году, 24 февраля 1838 года или в 1840 году.
Получил (как это обычно было в Дагестане) богословское образование на арабском языке в местном медресе, где начальное образование получал также и Сеид Азим Ширвани, дружба с которым продолжалась до конца его жизни.
Окончив медресе, Мухаммед Османов отправился в Санкт-Петербург, чтобы заменить, служившего там отца. Поступил на службу эфендием в собственный Его Величества конвой.
В 1866 году предложил факультету восточных языков Санкт-Петербургского университета безвозмездно преподавать татарский язык студентам этого факультета. После блестяще выдержанного экзамена по татарскому языку и наречиям азербайджанскому и кумыкскому он был допущен к чтению лекций с 1867 года. В 1869 году был утверждён штатным лектором татарского языка, а в 1871 году по поручению факультета открыл чтение лекции по мусульманскому законоведению.
В период своей преподавательской работы он собрал богатый материал по кумыкско-ногайскому фольклору, который был опубликован Академией наук в 1883 году — «Ногайские и кумыкские тексты (Сборник ногайских и кумыкских песен, передаваемый, поговорок, пословиц)»: «Песни» (Шаркилар), «Предание о Нарине и Чуре батыр», «Предание о Тохтыш хане», «Предание о Мирза Мамае», «Предание об Адыл Султане Крымском», «Предание об Эрго Ахмеде, сыне Айсулу», «Предание об Эсен-булате», пословицы, поговорки, современные и исторические песни кумыков. Под псевдонимом «Шуль-узи» («Он сам») он включил в это издание несколько своих стихотворений. Приблизительно в то же время он выпустил книжку для детей под названием «Насыхат» (Советы).
В 1875 году он уехал на Кавказ и там заболел воспалением лёгких. Это заставило Османова остаться на Кавказе до марта 1876 года. 
Скончался в 1904 году.
Воспользовавшись культурными привилегиями, предоставленными Советской властью малочисленным народам, кумыкская интеллигенция смогла издать книгу под названием «Сборник стихов Мухаммада Эфенди Османова» через 22 года после смерти поэта — в 1926 году. В неё вошли религиозно-философские стихи поэта. Однако опубликованные стихи не соответствовали советской идеологии и было запрещено впредь собирать и публиковать все его произведения, а также пропагандировать его жизнь и творчество.